# Castronuevo de Esgueva
Castronuevo de Esgueva es un municipio de España, en la provincia de Valladolid, comunidad autónoma de Castilla y León. Tiene una superficie de 29,44 km² con una población de 388 habitantes y una densidad de 13,18 hab/km².

## Geografía

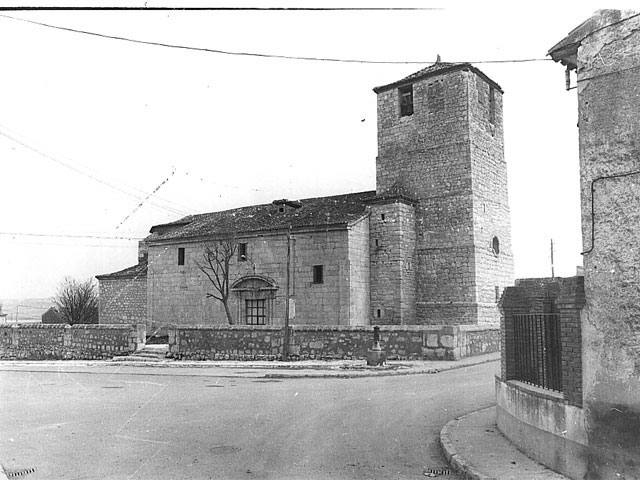
Iglesia de Santa María de la Concepción, mitad.

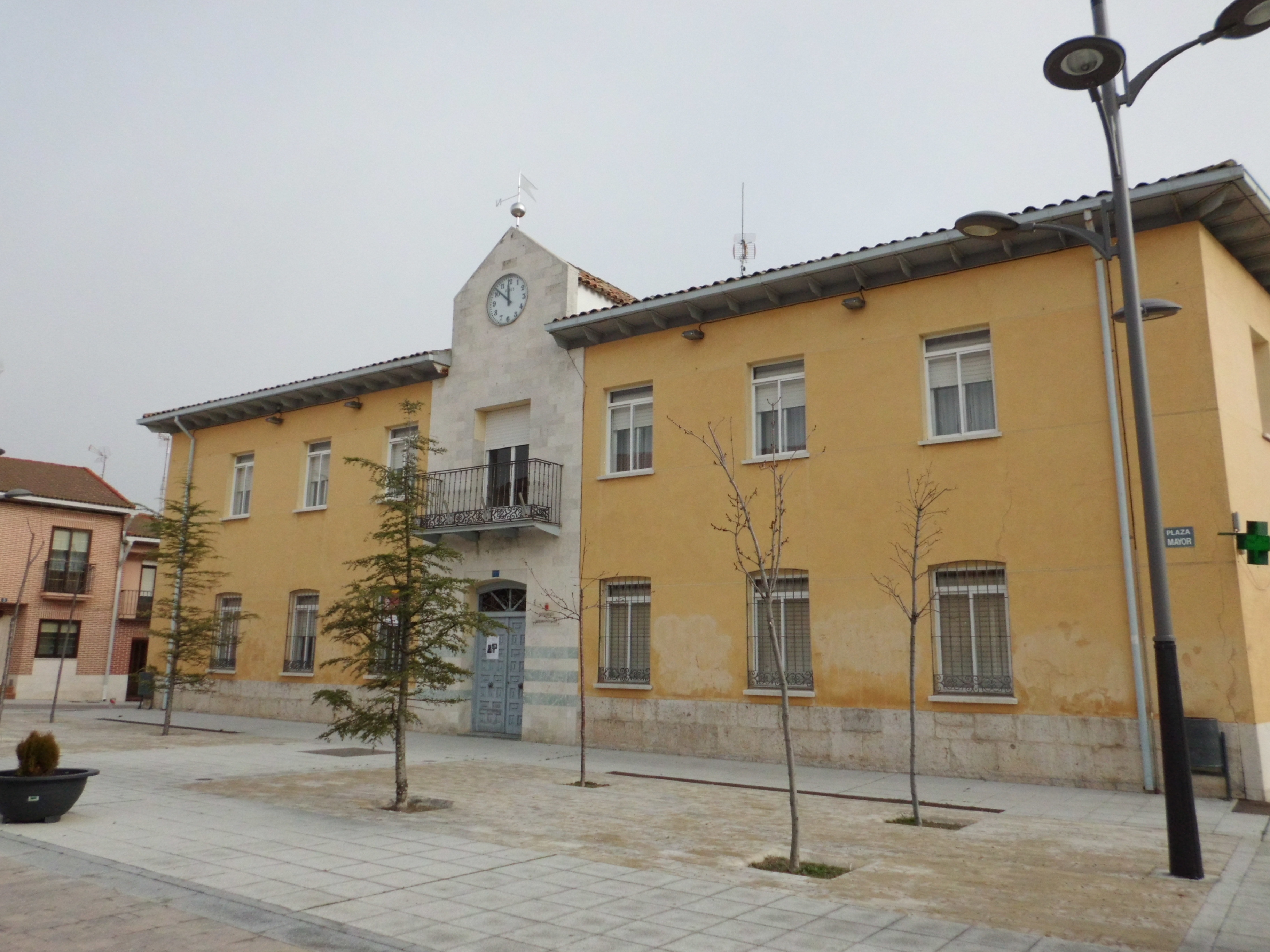
Edificio del Ayuntamiento.

Castronuevo es el segundo pueblo del Valle del Esgueva partiendo de Valladolid capital por la carretera VA-140 en dirección a Tórtoles de Esgueva. Se encuentra entre el km. 11 y el km. 12 situándose el centro del pueblo en la ladera izquierda sobre el que se cree que hubo un castro anterior y que después surgió este, de ahí su nombre, Castronuevo, y la urbanización Los Álamos, perteneciente a él, en el centro del valle, en la margen derecha de la carretera. Esta urbanización consta de 169 parcelas lindando por el Este con el río Esgueva, al norte con la finca La Fe, al oeste por la carretera VA-140 y al Sur por una vía pecuaria.
Esta vía pecuaria parte del páramo donde discurre la Cañada Real Burgalesa atravesando el pueblo y, tras cruzar la carretera, llegar hasta el puente romano, este último muy deteriorado.
Junto al Esgueva discurre el Sendero Verde que, proveniente de Valladolid, tiene junto al puente romano y el nuevo de madera un área de descanso con mesas, bancos y servicios para que ciclistas y andantes puedan hacer una parada.

## Geografía humana

### Demografía
Cuenta con una población de 393 habitantes (INE 2024).
| Gráfica de evolución demográfica de Castronuevo de Esgueva entre 1842 y 2021 |
| |
| Población de derecho según los censos de población del INE Población de hecho según los censos de población del INEEn estos censos se denominaba Castronuevo: 1842, 1857 y 1860 |

| 304                        | 305 | 318 | 337 | 373 | 376 | 386 | 394 |
| (Fuente: [cita requerida]) |     |     |     |     |     |     |     |

### Comunicaciones
El servicio de autobuses lo ofrece la Empresa Autodival que es la que recorre todo el Valle. De Castronuevo dirección Valladolid tiene salida a las 8,15h.; 10,15h y 17,00h y de Valladolid con dirección a Castronuevo a las 13:30 h y a las 19,00 h.

## Servicios
El pueblo dispone de consultorio médico, tienda, farmacia, bar, bodega, restaurante y piscina. Esta última, abierta de junio a septiembre, también dispone de bar-terraza.
También cuenta con otras instalaciones deportivas como son un campo de fútbol y parque infantil, e instalaciones culturales como la biblioteca, sala de internet y centro cívico con salón de actos y teatro.

## Monumentos y lugares de interés

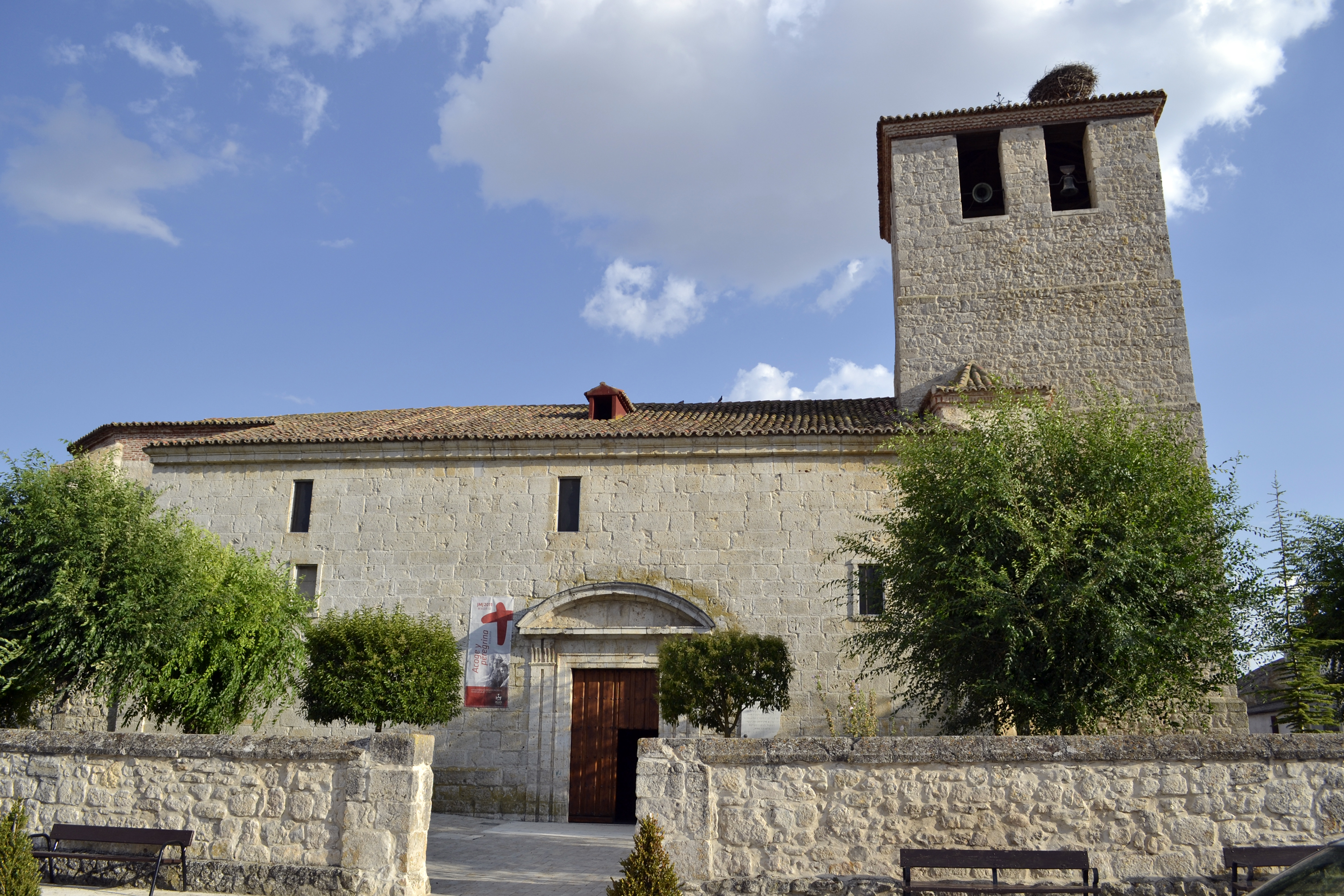
Iglesia de Santa María de la Concepción

- La iglesia parroquial dedicada a Ntra. Sra. Santa María de la Concepción, edificio del siglo XV al XVII de estilo gótico y barroco, que se levanta sobre tres naves, la central se cubre con una bóveda de cañón con lunetos y yeserías, y las laterales y la sacristía lo hacen con bóveda de arista. Sin embargo, y a diferencia del resto del templo, la capilla mayor conserva una bóveda estrellada del siglo xv. Puede visitarse contactando con el Ayuntamiento. Contiene un órgano, en uso, del xviii, protagonista del ciclo de conciertos que se celebran los sábados de agosto.
- Puente romano sobre el río Esgueva.

## Cultura

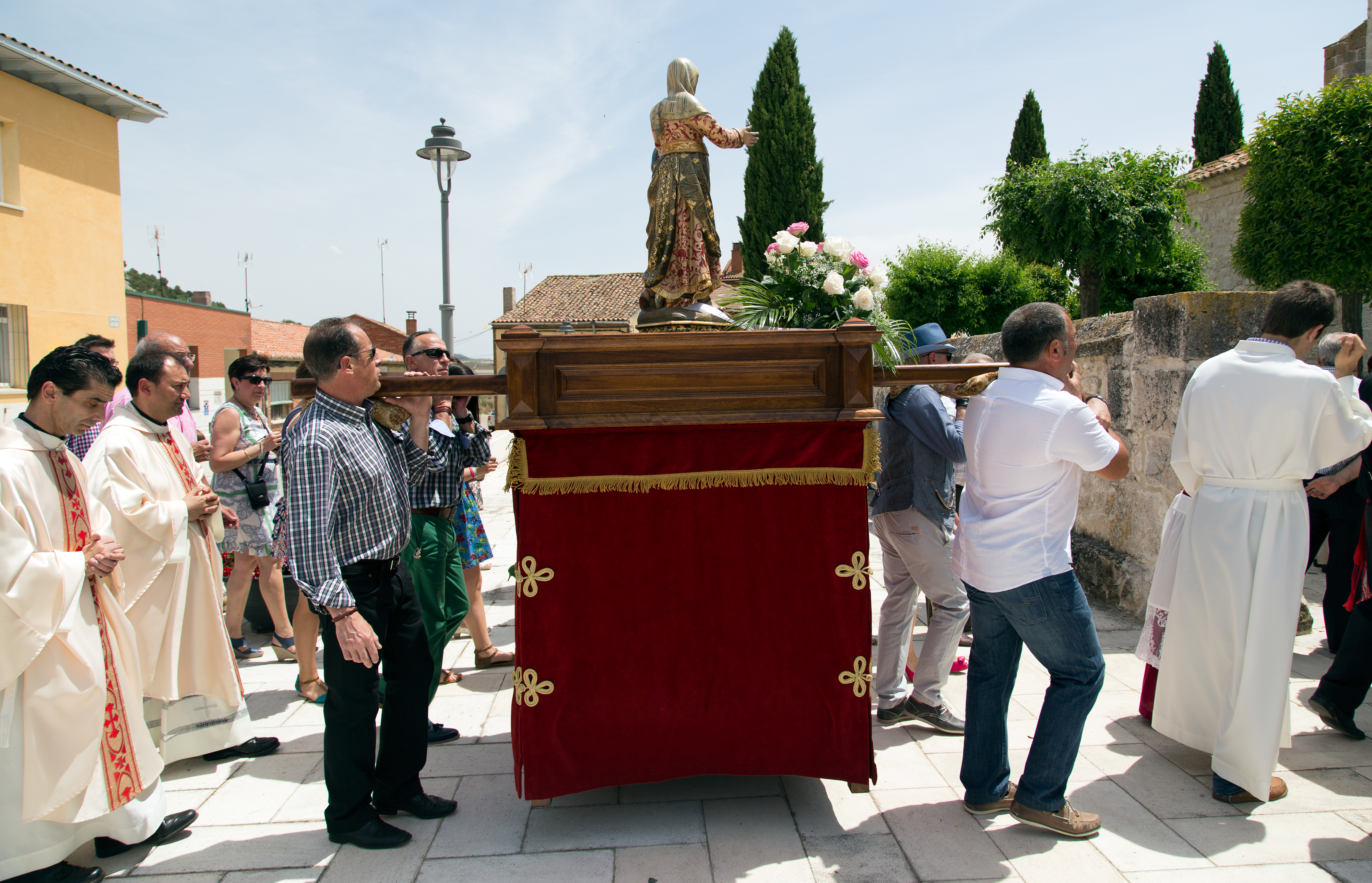
Fiestas de la Visitación.

### Fiestas
Además de una Semana Cultural que tiene lugar durante la tercera semana de agosto (en torno al día 19), existe una fiesta tradicional en el pueblo como es la Visitación, el 2 de julio, denominada El Guindo, donde aparte de las actividades culturales, las verbenas y los juegos como la tanga, se convierten en punto de referencia por unos días. También la urbanización Los Álamos celebra sus fiestas el 25 de julio con verbenas y juegos.

## Vecinos ilustres
- César Gala Vallejo, abogado escritor y poeta; colaboró en la redacción de la Ley de las Bases de la Seguridad Social.